# 天降財神 (1976年電影)
《天降財神》（英語：The Man Who Fell to Earth）是一部1976年的英國科幻劇情片，由尼古拉斯·洛導演，保羅·梅耶伯編劇。影片改編自沃爾特·特維斯1963年的同名小說《來客》，講述一個外星人為了尋找水源以拯救自己遭受嚴重旱災的星球而來到地球。電影以其超現實風格的影像贏得衆多邪典影迷的追捧，由華麗搖滾代表樂手大衛·寶兒主演則是另一特色，也是他初次出演的電影作品。其他主演還包括康荻·卡麗和荷里活資深演員唐烈。小說於1987年被再度改編成一套同名電視劇，但不如電影成功。
本片的兩位監製米高·狄里和巴利·史派金於兩年後為電影《獵鹿者》再次聯袂合作。

## 劇情
湯瑪士（大衞·鮑伊飾）是被選中前往美國的一位太空人，雖然他不願離開家園，但爲了使命，他不得不離開妻兒自外太空降下地球。湯瑪士抵達目的地，雖然部份人對他不太友善，但他仍然喜歡上這個星球。湯隨後認識一位叫瑪莉盧（康荻·卡麗 飾）的女子並與她同居，但他沒有忘記自己的妻兒。爲了籌到一筆資金去實現他的計劃，他將自己變成一個財勢兼具的英國人。財源滾滾而來，他與瑪莉盧共醉良宵。於是人們想知道他致富的祕密以及他究竟爲何方神聖，不過他避而不談。其實縱使說出眞相，亦無人相信。
布賴斯博士（唐烈 飾）是名大學敎授兼科學家，對湯瑪士的計劃很感興趣。湯的不斷成功，引來一大批貪婪之徒圍繞在他身邊，人人都希望從他那獲得致富之道，而瑪莉盧則只希望知道多些湯的個人之事及他對她的愛有多深。但湯瑪士不願瑪莉盧知道實情，他只愛他的妻子。
瑪莉盧對湯瑪士的深愛，只換得湯對她回以情慾。現在，湯瑪士已覺滿足，想要返回家園。但貪婪的人們不肯讓他離去，除非洞悉他的全部祕密。
湯瑪士面對的是，一個陌生人在一個陌生的地方決定實現自己的計劃，湯其實並不需要金錢、天才和權力，他需要的是特別的勇氣，他所達到的距他要找尋的仍有一大段距離。

## 主要角色
- 大衛·寶兒 飾 湯瑪士·謝路美·紐頓
- 唐烈 飾 布賴斯博士
- 康荻·卡麗（英语：Candy Clark） 飾 瑪莉盧
- 畢·亨利 飾 奧利華·方斯沃
- 柏尼·凱西（英语：Bernie Casey） 飾 彼得士
- 托尼·馬士嘉 飾 亞瑟
- 瑞柯·里卡度 飾 崔佛
- 亞德蓮·拉茹莎（英语：Adrienne La Russa） 飾 海倫

## 外部連結
- 互联网电影数据库（IMDb）上《天降財神》的资料（英文）
- AllMovie上《天降財神》的资料（英文）
- TCM电影资料库上《天降財神》的资料（英文）
- 爛番茄上《天降財神》的資料（英文）
- Criterion Collection essay by Graham Fuller（页面存档备份，存于） （英文）
- 鐳射企業官網上《天降財神 （页面存档备份，存于）》的DVD資料 （繁體中文）
- 開眼電影網上《天外來客（页面存档备份，存于）》的資料 （繁體中文）
- YouTube上《天外來客（页面存档备份，存于）》的2016年台北電影節中文預告片 （繁體中文）